# Ray Robson
Ray Robson (ur. 25 października 1994 na wyspie Guam) – amerykański szachista, arcymistrz od 2010 roku.

## Kariera szachowa
Zasady gry w szachy poznał w wieku 3 lat. Od 2004 reprezentował Stany Zjednoczone na mistrzostwach świata juniorów w różnych kategoriach wiekowych. W 2005 i 2006 dwukrotnie podzielił I miejsca w mistrzostwach państw panamerykańskich juniorów. W 2007 zwyciężył w kołowym turnieju, rozegranym w Chicago, natomiast w 2008 zwyciężył w otwartym turnieju w Miami. W 2009 zdobył tytuł mistrza Stanów Zjednoczonych juniorów oraz wypełnił arcymistrzowskie normy, na turniejach w Tromsø (dz. I m. wspólnie z Moniką Soćko, Emanuelem Bergiem i Marijanem Petrowem), Skokie (I m.), Montevideo (mistrzostwa państw panamerykańskich juniorów do 20 lat, I m.) oraz na mistrzostwach świata juniorów do 20 lat w Puerto Madryn. W 2009 był również uczestnikiem turnieju o Puchar Świata, w I rundzie przegrywając z Baadurem Dżobawą. W kolejnych turniejach o Puchar Świata startował w latach 2011 (przegrana w I rundzie z Étienne Bacrot) oraz 2013 (w I rundzie zwycięstwo nad Andrijem Wołokitinem, w II rundzie przegrana z Wasylem Iwanczukiem). W 2015 zdobył w Saint Louis srebrny medal indywidualnych mistrzostw Stanów Zjednoczonych.
Reprezentant Stanów Zjednoczonych w turniejach drużynowych, m.in.:
- na olimpiadzie szachowej (w roku 2012)[7],
- dwukrotnie na drużynowych mistrzostwach świata (w latach 2010, 2013); medalista: wspólnie z drużyną – srebrny (2010)[8],
- na drużynowych mistrzostwach panamerykańskich (w roku 2013); dwukrotny medalista: wspólnie z drużyną – złoty (2013) oraz indywidualnie – srebrny (2013 – na III szachownicy)[9].

Najwyższy ranking w dotychczasowej karierze osiągnął 1 maja 2022, z wynikiem 2684 punktów zajmował wówczas 53. miejsce na światowej liście FIDE, jednocześnie zajmując 9. miejsce wśród amerykańskich szachistów.